# Synagoga w Praszce
Synagoga w Praszce – synagoga znajdująca się w Praszce na rogu ulic Tadeusza Kościuszki i Józefa Piłsudskiego 27.

## Historia i architektura
Synagoga została zbudowana w 1850 roku, choć inne źródła mówią o 1820 lub 1836 roku. Podczas II wojny światowej hitlerowcy zdewastowali synagogę. Po wojnie budynek synagogi stał opuszczony, aż do 1964 roku, kiedy to przebudowano go na Miejsko-Gminny Ośrodek Kultury i Bibliotekę Publiczną.
Murowany budynek synagogi wzniesiono na planie prostokąta. Do dziś zachował się oryginalny wystrój zewnętrzny, w tym ścianka attykowa, półokrągle zakończone okna oraz trójkątny portyk, wsparty na czterech kolumnach.
Na ścianie budynku znajduje się tablica pamiątkowa o treści: Dawna Synagoga. Miejsce kultu religijnego ludności żydowskiej zamieszkującej w Praszce od XVII w. do 1942 r.